# Посольство України в Таджикистані
Посольство України в Республіці Таджикистан — дипломатична місія України в Республіці Таджикистан, розміщена в Душанбе.

## Завдання посольства
Основне завдання Посольства України в Душанбе представляти інтереси України, сприяти розвиткові політичних, економічних, культурних, наукових та інших зв'язків, а також захищати права та інтереси громадян і юридичних осіб України, які перебувають на території Таджикистану.
Посольство сприяє розвиткові міждержавних відносин між Україною і Таджикистаном на всіх рівнях, з метою забезпечення гармонійного розвитку взаємних відносин, а також співробітництва з питань, що становлять взаємний інтерес.
З березня 2013 року на Посольство України в Таджикистані покладено відповідальність за двосторонні відносини України з Ісламською Республікою Афганістан. 

## Історія дипломатичних відносин
Дипломатичні відносини між Україною і Республікою Таджикистан встановлені 24 квітня 1992 року, проте ще 15 грудня 1990 року було підписано міжурядову Угоду про економічне та культурне співробітництво на 1991–1995 рр. і Протокол про взаємні постачання товарів народного споживання ринкового призначення в 1991–1995 роках.
З грудня 2010 року в Києві функціонує Посольство Таджикистану в Україні.
З 1993 по 2012 рр. інтереси України в Республіці Таджикистан представляло Посольство України в Узбекистані.
30 серпня 2012 року Президент України Віктор Янукович призначив першого Надзвичайного і Повноважного Посла України в Республіці Таджикистан з резиденцією в Душанбе Віктора Нікітюка. 22 жовтня 2012 року Віктор Нікітюк вручив вірчі грамоти Президенту Таджикистану Емомалі Рахмону.
6 грудня 2013 року Віктора Нікітюка призначено Надзвичайним і Повноважним Послом України в Ісламській Республіці Афганістан.

## Керівники дипломатичної місії
1. Сметанін Володимир Ілліч (1996—1999), за сумісництвом[3].
2. Касьяненко Анатолій Іванович (2000—2005), за сумісництвом
3. Похвальський В'ячеслав Володимирович (2006—2010), за сумісництвом
4. Савченко Юрій Васильович (2010—2012), за сумісництвом
5. Нікітюк Віктор Олегович (2012—2018)
6. Семенов Віктор Вікторович (2018—2019) т.п.
7. Серватюк Василь Миколайович (2019—2021[4])
8. Євдокимов Валерій Володимирович (2022—)